# Cathédrale Saint-Isidore-le-Laboureur de San Isidro
La cathédrale Saint-Isidore-le-Laboureur (en espagnol : Catedral de San Isidro Labrador) ou cathédrale de San Isidro est une cathédrale située en Argentine dans la banlieue de Buenos Aires, dans le partido de San Isidro, dépendant de la province de Buenos Aires. Elle est le siège du diocèse de San Isidro.
Elle est construite sur l'avenida del Libertador au numéro 16.200, face à la place de San Isidro.

## Historique
Elle fut inaugurée le 14 juillet 1898. Ses architectes furent Jacques Dunant (es) et Charles Paquin. 

## Description
Elle est de style néogothique. Sa tour principale mesure 68,65 mètres de haut. Son plan est celui d'une croix latine de trois vaisseaux ou nefs avec une abside circulaire. Les colonnes sont cylindriques et les façades sont composées d'une juxtaposition très harmonieuse de pierres blanches et de briques roses. Les fenêtres sont ornées de vitraux confectionnés en France. En façade, on peut voir une jolie rosace gothique.
La fête de San Isidro Labrador se célèbre le 15 mai.

## Diocèse de San Isidro
Le diocèse de San Isidro, fondé en 1957, est un diocèse suffragant de l'archevêché de Buenos Aires (cathédrale métropolitaine de Buenos Aires).